# Lyldoll
Shiloh Hoganson precedentemente conosciuta come Shiloh e attualmente nota come Lyldoll (Abbotsford, 25 aprile 1993) è una cantante canadese.
Ha firmato con la Universal Music Canada nel 2008 e con la Universal Republic all'inizio del 2009; nello stesso anno il 18 agosto ha pubblicato il suo album di debutto, Picture Imperfect. È apparso sul canale YTV nel programma The Zone. Ha partecipato anche alla seconda stagione di The Next Star. Nel 2019 ha pubblicato il suo secondo album intitolato 1993.

## Discografia

### Album in studio
- 2009 – Picture Imperfect
- 2019 – 1993

## Premi e riconoscimenti
- MuchMusic Video Awards
  - 2008 - nominata nella categoria Pop Video of the Year
  - 2008 - nominata nella categoria UR Fave: New Artist
- Juno Award
  - 2010 - nominata nella categoria New Artist[2]